# ويليام واتسون (صانع آلة موسيقية)
ويليام واتسون (بالإنجليزية: William Watson)‏ هو صانع آلة موسيقية ‏ بريطاني، ولد في 1930.